# انهضام في الهلام
الانهضام في الهلام (بالإنجليزية: In-gel digestion)‏ هي خطوة في تحضير العينة لمطيافية الكتلة من أجل التعرف على البروتين وذلك في إطار الفحص البروتومي، وتتكون هذه الخطوة أساسا من أربعة مراحل: إزالة الصبغ، إختزال وألكلة السيستئينات في البروتين، القص المحلل للبروتين واستخلاص الببتيدات الناتجة.
تم تقديم هذه التقنية سنة 1992 من قبل روزنفيلد. ورغم التغييرات العديدة والتحسينات التي طرأت عليها، إلى أن العناصر الأساسية لهذه العملية مازالت باقية.